# Ansei-Säuberung

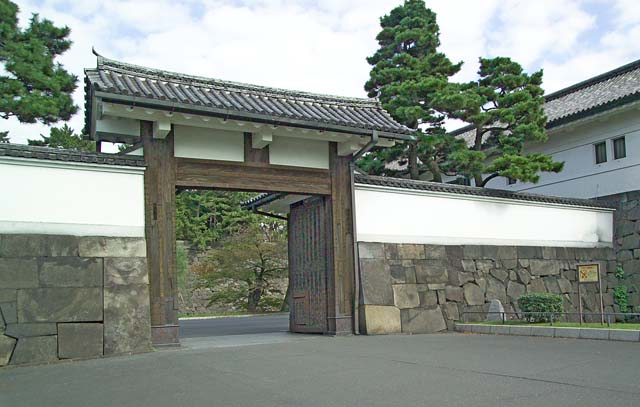
Das Sakurada-Tor der Burg Edo. Hier wurde Ii Naosuke bei einem Attentat getötet.

Als Ansei-Säuberungen (japanisch 安政の大獄, Ansei no taigoku) wird die politische Verfolgung von über 100 Personen im Shogunat, einzelnen Han und Adligen des Kaiserhofs in Kyoto in Japan in den Jahren 1858 und 1859 bezeichnet. Ansei bezeichnet dabei die Ära Ansei des japanischen Kalenders.

## Ablauf
Treibende Kraft hinter den Säuberungen war der Tairō (Regent des Shogun) Ii Naosuke, der damit seine politischen Gegner ausschaltete. Ii Naosuke führte die sogenannte Kishū-Fraktion an, die den jungen Daimyō von Kishū, Tokugawa Iemochi, aus der Kishū-Linie der Tokugawa als Nachfolger des verstorbenen Tokugawa Iesada einsetzen wollten, was ihnen auch gelang. Seine Gegner, die Hitotsubashi-Fraktion, unterstützte Tokugawa Yoshinobu, der dann nach Iemochis Tod acht Jahre später (1866) zu dessen Nachfolger wurde.
Im Hintergrund ging es aber um mehr: Ii wollte das Tokugawa-Shogunat stärken und erhalten, während seine Gegner das Ende der Tokugawa vorhersahen, das dann unter Yoshinobu zehn Jahre später auch eintrat.
Außerdem ging es um die außenpolitische Frage, ob Japan seine Abschließung aufgeben und sich dem Handel mit den westlichen Mächten öffnen sollte, wie es Ii Naosuke mit dem Harris-Vertrag ermöglichte, oder ob die „Barbaren“ vertrieben werden sollten, wie es die Sonnō-jōi-Fraktion forderte.
Mit den Säuberungen machte sich Naosuke viele Feinde, so dass er am 24. März 1860 schließlich beim Verlassen der Burg Edo am Sakurada-Tor einem Attentat zum Opfer fiel.
Zu den betroffenen Personen gehörten u. a.:
- Matsudaira Yoshinaga – Daimyō von Fukui
- Date Munenari – Daimyō von Uwajima
- Yamanouchi Toyoshige – Daimyō von Tosa
- Hashimoto Sanai
- Yoshida Shōin

Die „gesäuberten“ wurden größtenteils gezwungen, ihre Posten aufzugeben und unter Hausarrest gestellt. Acht von ihnen wurden hingerichtet.